# Fahlan Sakkreerin
Fahlan Sakkreerin (ur. 10 kwietnia 1968 r.) – tajski bokser, były mistrz świata IBF w kategorii słomkowej.

## Kariera zawodowa
Jako zawodowiec zadebiutował 30 czerwca 1988 r., przegrywając w debiucie z przyszłym mistrzem świata Chaną Porpaoinem. Do końca 1989 r. stoczył jeszcze 13 walk, wszystkie wygrywając i zdobywając mistrzostwo Tajlandii w wadze słomkowej, które raz obronił.
22 lutego 1990 r. otrzymał szansę walki o mistrzostwo świata IBF w kategorii słomkowej. Rywalem Sakkreerina był niepokonany Filipińczyk Eric Chavez. Taj zdobył tytuł, wygrywając przez techniczny nokaut w 7. rundzie, gdy Chavezowi walkę uniemożliwiła kontuzja oka. 14 czerwca przystąpił do kolejnej obrony, mając za rywala nr #2 rankingu IBF, Joe Constantino. Taj zwyciężył jednogłośnie na punkty (118-110, 116-112, 115-113), broniąc pas po raz pierwszy. 15 sierpnia doszło do jego rewanżu z Chavezem, któremu odebrał tytuł. Tym razem Sakkreerin zwyciężył pewnie, jednogłośnie na punkty (118-110, 118-110, 118-111), broniąc tytuł po raz drugi. 20 grudnia przystąpił do kolejnej, czwartej obrony mistrzostwa. Sakkreerin zremisował z Filipińczykiem Domingo Lucasem, broniąc tytuł.
2 lipca 1991 r. przystąpił do kolejnej, czwartej obrony pasa. Rywalem Taja był Indonezyjczyk Abdi Pohan, który w dwóch poprzednich walkach walczył o mistrzostwo świata WBO i IBF w kategorii junior muszej, ale przegrał oba pojedynki. Sakkreerin obronił tytuł po raz 2., zwyciężając jednogłośnie na punkty (116-110, 115-111, 116-110). 21 października przystąpił do 5. obrony mistrzostwa. Rywalem Taja był niepokonany Filipińczyk Andre Tabanas, który w rekordzie miał m.in. wygraną nad byłym rywalem Sakkreerina, Chavezem. Fahlan zwyciężył jednogłośnie na punkty (116-112, 115-112, 115-112), broniąc po raz 5. mistrzowski pas.
23 lutego 1992 r. w kolejnej obronie pasa rywalem Taja był Kolumbijczyk Felix Naranjo. Sakkreerin zwyciężył przez nokaut w 2. rundzie, broniąc po raz 6. mistrzostwa. 14 czerwca w kolejnej obronie zmierzył się z Indonezyjczykiem Saidem Iskandarem. Taj zwyciężył przez techniczny nokaut w 8. rundzie, notując już 7. udaną obronę pasa. 6 września zmierzył się z Filipińczykiem Mannym Melchorem. Taj niespodziewanie przegrał niejednogłośnie na punkty (115-114, 114-119, 112-116), tracąc tytuł.
22 października 1994 r. zdobył mało popularny pas WBFed, zwyciężając Krasimira Cholakowa. Do 2000 r. walczył sporadycznie, wszystkie walki wygrywając i zaliczając kilka obron mało prestiżowego pasa.
3 lutego 2001 r. otrzymał szansę walki o mistrzostwo WBO w kategorii junior muszej. Sakkreerin zmierzył się ze swoim byłym rywalem, Andre Tabanasem, którego pokonał jednogłośnie na punkty w 1991 r. Po 12. rundach, sędziowie orzekli remis w walce a tytuł pozostał bez właściciela. 19 maja zmierzył się ze swoim pogromcą, Mannym Melchorem. Taj zwyciężył przez techniczny nokaut w 5. rundzie, udanie rewanżując mu się za porażkę z 1992 r. 29 września zmierzył się z Nelsonem Dieppą w walce o mistrzostwo świata WBO w kategorii junior muszej. Filipińczyk zwyciężył jednogłośnie na punkty (119-109, 118-110, 118, 110), zadając Sakkreerinowi 3. porażkę w karierze.
26 kwietnia 2002 r. zdobył pas IBF Pan Pacific w kategorii junior muszej, zwyciężając Julio de la Baseza. Tytuł ten obronił 5krotnie do 2003 r., co doprowadziło go do kolejnej walki o mistrzostwo. 15 maja 2004 r. zmierzył się z José Víctorem Burgosem, w pojedynku o pas IBF. W 4. rundzie mistrz był liczony, ale odpowiedział mu 2krotnie tym samym w rundzie 6., co zmusiło sędziego do przerwania pojedynku i ogłoszeniu zwycięstwa Meksykanina przez techniczny nokaut. 5 kwietnia 2005 r. stoczył swoją ostatnią walkę w karierze. W walce o mistrzostwo świata IBF w kategorii słomkowej, zmierzył się z Indonezyjczykiem Muhammadem Rachmanem. Walka została przerwana w 3. rundzie przez sędziego, gdy doszło do zderzenia głowami. W walce został ogłoszony techniczny remis, a więc tytuł pozostał przy Rachmanie.